# Старополе-Ченстоховске
Старополе-Ченстоховске (пол. Staropole Częstochowskie) — остановочный пункт в деревне Старополе в гмине Пширув, в Силезском воеводстве Польши. Имеет 2 платформы и 2 пути.
Остановочный пункт на линии Кельце — Фосовске, построен в 1973 году.